# 狹葉薑
狹葉薑（學名：Zingiber chengii）為薑科薑屬下面的一種，於2020年由曾彥學、王秋美、林元千發表於《PhytoKeys》期刊。狹葉薑的種小名「chengii」是為表彰發現者鄭元春。
此物種模式標本於2014年5月23日，採集於中華民國台灣省新竹縣尖石鄉海拔約 300 公尺處。標本號Yen Hsueh Tseng 5614 ，存放於國立中興大學森林系標本館（TCF）。

## 形態比較
狹葉薑植株的形態與同屬的物種相像，最大的差異在於它具有落葉特性，冬季時，葉莖會全數枯落，僅剩根莖（rhizome）。狹葉薑的花色為紫色，每個花序有 1-3 朵花，而三奈（Zingiber pleiostachyum）和雙龍薑（Zingiber shuanglongensis）每個花序的花朵數則多於 3 朵。

## 生態特性
台灣特有種，目前發現的生育地僅發現於河岸石壁上，但因為遊客觀光、賞花等因素，植群正在減少當中。根據IUCN紅皮書物種名錄的分級標準，此物種的瀕危等級應歸類為瀕危（EN, Endangered）等級。